# Далмат (архиепископ Новгородский)
Архиепископ Далмат (ум. 21 октября 1274) — епископ Русской православной церкви, 16-й архиепископ Новгородский (1249—1274).

## Биография
Происхождение и место служения Далмата до святительства неизвестны; предполагают, что он был в сане иерея.
Избрание его в архиепископы было в 1249 году, а хиротония — 25 мая 1251 года в Новгороде.
Архиепископ Далмат принимал большое участие в политике Новгорода: мирил новгородцев с князем Александром Невским (1255 г.) и с князем Ярославом Владимирским (1264, 1269 и 1270 гг.).
Он, в 1261 году, покрыл свинцом Софийский собор. При нём, в 1259 году, Новгород подвергся поголовной переписи монголов и стал платить им дань; 23 мая 1267 года выгорел весь Неревский конец в Новгороде.
В конце своего святительства, архиепископ Далмат ездил во Владимир на Клязьму на собор 1274 года, собранный, между прочим, по причине беспорядков в церковных делах новгородской епархии, прекращением которых был очень озабочен архиепископ Далмат.
По возвращении в Новгород, архиепископ Далмат заболел и 21 октября 1274 года скончался. Погребен в притворе Софийского собора в Корсунской паперти.